# Anastasija Prychoďková
Anastasija „Nasťa“ Kosťantynivna Prychoďková (ukrajinsky Анастасія Костянтинівна Приходько, Настя Приходько; rusky Анастаси́я Константи́новна Прихо́дько, Настя Приходько; 21. dubna 1987, Kyjev, Ukrajinská SSR, SSSR) je ukrajinská folková a popová zpěvačka známá pro svůj hluboký kontraalt.
V roce 2007 vyhrála ruskou soutěž „Továrna hvězd“ (kde zazpívala mj. i coververzi Cojovy kultovní písně Krevní skupina) a 16. května 2009 reprezentovala Rusko na Eurovision Song Contest 2009 v Moskvě, kde skončila na 11. příčce. Píseň, s níž Rusko reprezentovala, Mamo, se dostala mezi 22 nejlepších v rádiové hitparádě Lotyšska, Ruska a Ukrajiny a ve stahovací hitparádě Finska.
Vydala alba Заждалась (2012) a Я вільна (2016). V roce 2017 jí byl udělen titul zasloužilý umělec Ukrajiny. Roku 2018 oznámila, že končí s hudební činností a odchází do politiky, v následujícím roce kandidovala neúspěšně za stranu Baťkivščyna v parlamentních volbách.

## Diskografie

### Singly
| 2009 | Мамо („Mámo“)                                            | 12 | 22 | 22 | 22 |
| 2009 | Безответно („Neopětovaně“) společně s Valerijem Meladzem | —  | 25 | —  | —  |